# 袁美云
袁美云（1918年—1999年2月19日）女，原名侯桂凤，浙江杭州人，中国电影演员。

## 生平
袁美云6岁学习京剧，9岁登台。幼年时因父亲早逝，母亲只好将刚满10岁的小桂凤以五百元的身价抵押给苏州人袁树德做养女学戏，押期八年，改名为袁美云。
1931年，袁美云开始出演电影，以电影处女作《小女伶》成名，素有“小女伶”之称，被誉为“江南小美人”。她一共参加拍摄过60部电影，主演过《中国海的怒涛》、《逃亡》、《化身姑娘》、《少奶奶的扇子》等十多部电影。她的电影代表作有《化身姑娘》、《西施》、《家》、《红楼梦》等，1936年主演电影《广陵潮》，在该片中饰演玉鸾的王引，原名“王春元”，是袁美云的丈夫。
1946年，袁美云赴香港。1948年起息影。1980年代中期，袁美云回到上海定居。

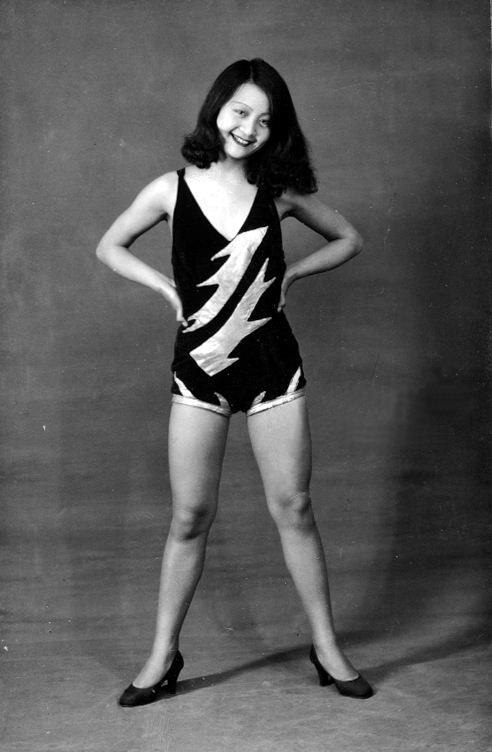
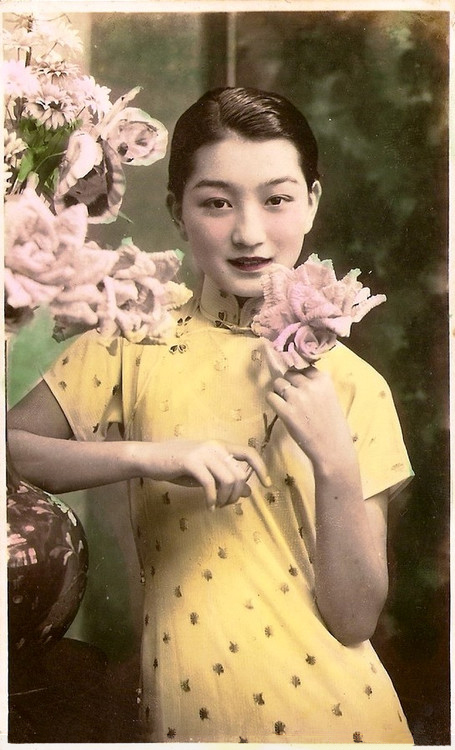
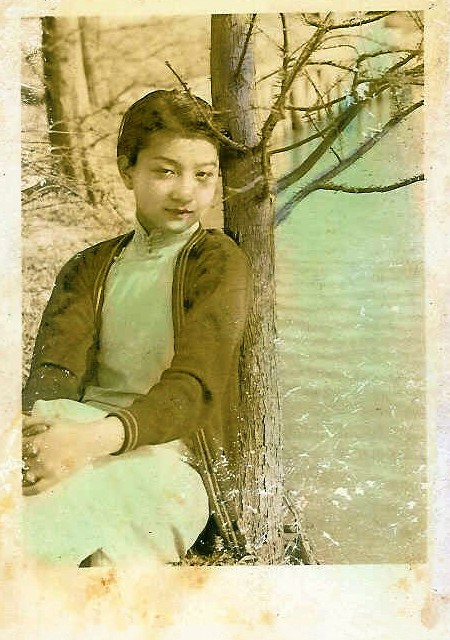
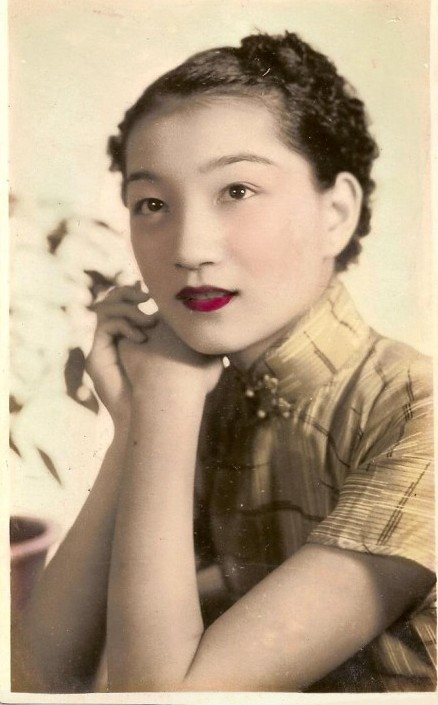
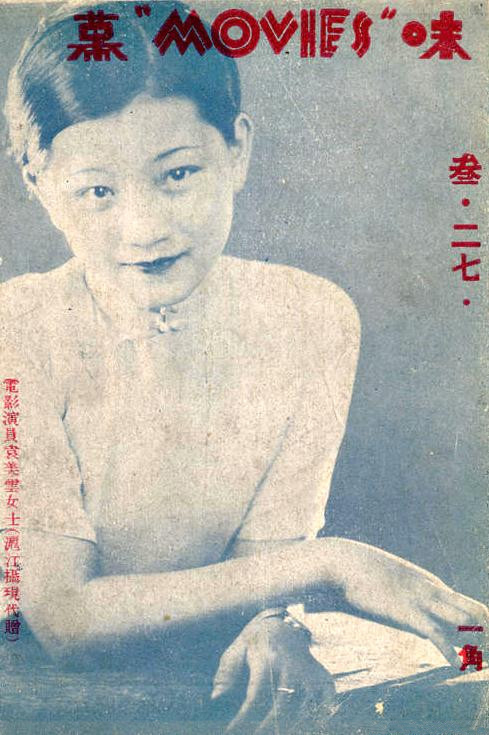
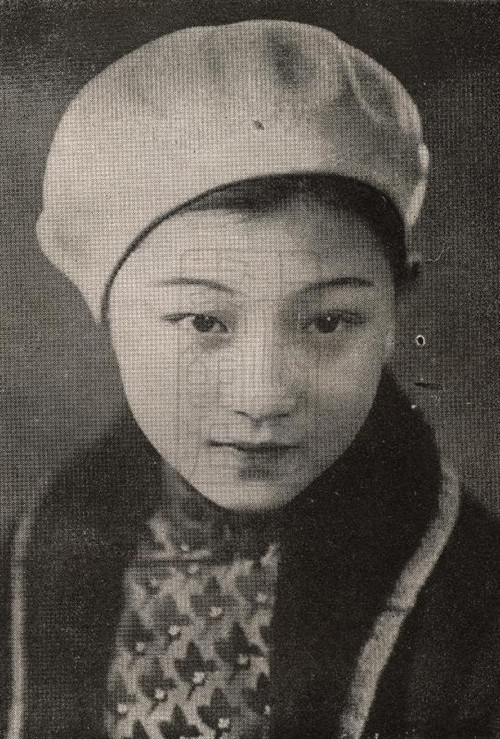
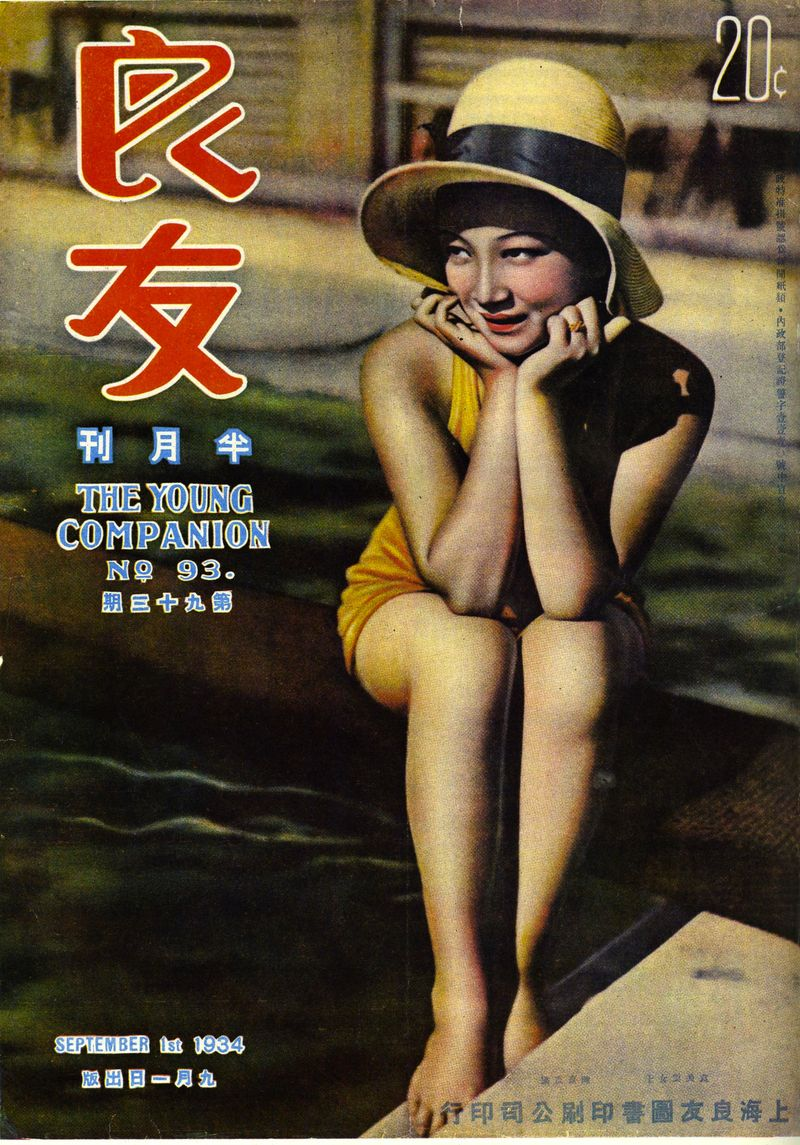

1999年2月19日，袁美云逝世。

## 外部連結
- 袁美云在互联网电影资料库（IMDb）上的資料（英文）（英文）
- 袁美云在香港影庫上的簡介
- 袁美云在豆瓣上的资料（简体中文）
- 袁美云在时光网上的簡介（简体中文）